# H2S (Navigation)

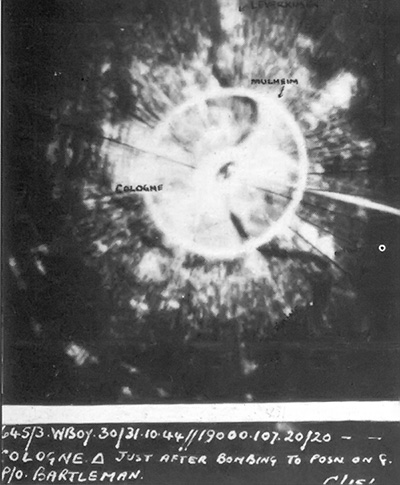
Bild eines H2S-Radarschirms, das bei dem Angriff auf Köln am 31. Oktober 1944 aufgenommen wurde. Der Flusslauf des Rheins ist deutlich zu erkennen.

H2S war der Deckname eines Radargerätes, das in Bombern der britischen Royal Air Force (RAF) eingesetzt wurde. Es diente der Zielfindung unter schlechten Sichtbedingungen, wie schlechtem Wetter und bei Nachteinsätzen.
Am 30. Januar 1943 wurde das H2S erstmals in Bombern der RAF verwendet. Dies war zugleich der erste Kampfeinsatz mit einem Bodenerfassungsradar. Zu Beginn wurde es in Stirling- und Halifax-Bombern zur Navigation und Zielerfassung bei Nacht verwendet.
Die Entwicklung des Magnetrons ermöglichte den Einsatz des Zehn-Zentimeter-Radars (genau genommen 9,1 cm Wellenlänge, mit der dieses System zunächst arbeitete). Später wurde die Wellenlänge erst auf 3 cm, dann auf 1,5 cm reduziert, wodurch das Radar auch Regenwolken erfassen konnte.
Im späteren Verlauf des Zweiten Weltkriegs verwendete die deutsche Luftwaffe den Radardetektor FuG 350 „Naxos“, mit dem die Nachtjäger die H2S-Signale anpeilen und damit die britischen Bomber aufspüren konnten.
Die Amerikaner übernahmen die 1945 von der RAF getestete Version Mk VI des H2S-Gerätes, die im Mikrowellenbereich zwischen 8 und 12 GHz, im sogenannten X-Band, arbeitete. Diese H2X genannte Version lieferte deutlich schärfere Bilder.

## Entwicklungsgeschichte
Nach der Luftschlacht um England hatte die RAF begonnen, mit ihren Bombern nächtliche Angriffe gegen deutsche Städte zu fliegen. Wenngleich das Bomber Command große Erfolge durch die Angriffe vermeldete, zeigten 1940 durchgeführte unabhängige Untersuchungen bei Tageslicht, dass die Hälfte der Bomben auf freiem Feld abgeworfen wurde und nur eine von zehn Bomben das vorgesehene Ziel tatsächlich traf.
Eine höhere Erfolgsrate ergab sich mit der Verwendung der Funknavigation. Die Briten entwickelten dafür zunächst das im März 1942 einsatzfähige GEE-System und wenig später (Dezember 1942) das Langstrecken-Navigationssystem Oboe. Sowohl GEE als auch Oboe waren passive Systeme und in ihrer Reichweite begrenzt, da sie direkten Funkkontakt zu den stationären Sendern in Großbritannien voraussetzten.
Ein Bomber, der ein komplettes, aktives Radarsystem mit sich führte, wäre jedoch von der Reichweite der stationären Sender unabhängig. Der britische Physiker Edward George Bowen hatte bei Experimenten für ein Air-Interception-Radar (AI) bereits vor dem Krieg festgestellt, dass sich die Radarwellen, die von Feldern, Städten und anderen Gebieten reflektierten, charakteristisch unterscheiden. Er schlug damals bereits die Entwicklung eines Radars zur Zielsuche vor, die Idee geriet jedoch bis 1941 in Vergessenheit. Eine Gruppe um Philip Dee arbeitete im März dieses Jahres mit einem 10-cm/3-GHz-AI-Radar in einer Bristol Blenheim. Diese Versuchsaufstellung wurde wegen des Betriebs im S-Band-Bereich als AIS bezeichnet. Dabei entdeckte auch dieses Team, dass die Radarreflexion Rückschlüsse auf die Beschaffenheit des überflogenen Geländes zuließ.
Im Oktober 1941 nahm Dee an einer Besprechung des Bomber Commands über Problematik der Zielsuche bei Nacht teil. Danach, am 1. November 1941, führte er ein Experiment durch, bei dem das AIS in der Blenheim zum Abtasten des überflogenen Geländes verwendet wurde. Dabei konnte er die Umrisse einer 55 km entfernten Stadt ausmachen.
Die Führung war davon beeindruckt. Am Neujahrstag 1942 wurde bei der Telecommunications Research Establishment (TRE) in Swanage unter Leitung von Bernard Lovell ein Team zusammengestellt, um auf der Basis des AIS ein Radarsystem zur Zielerkennung zu entwickeln. Das neue Radar sollte in einer Kuppel (Radom) an der Unterseite des Bombers untergebracht werden. Eine rotierende Antenne tastete die Umgebung ab und übertrug die Reflexion auf eine Bildröhre (PPI Display), auf der eine Schwarzweiß-Karte des umgebenden Geländes erschien.
Das System wurde anfangs als „BN“ für „Blind Navigation“ bezeichnet, aber bald in H2S umbenannt. Für den genauen Ursprung und die Bedeutung dieser Bezeichnung gibt es verschiedene Interpretation. Einige Quellen sagen, dies bedeute „Height to slope“, andere deuten auf den übel riechenden Schwefelwasserstoff hin, der mit dem System keinerlei Verbindung hatte. Ein Entwicklungstechniker soll mit dem Ausspruch: „Das wird denen aber stinken, wenn wir deren Städte trotz Verdunkelung sehen.“ die Vorlage für den Namen H2S geliefert haben. Möglicherweise wurde aber auch aus Tarngründen absichtlich eine obskure Bezeichnung gewählt. Nach manchen Quellen steht H2S für „Home, sweet home“. Gegnerische Geheimdienste sollten aufgrund dieser Tarnbezeichnung glauben, dass es sich um eine Navigationseinrichtung handelt, die den Bomber zu seiner Ausgangsbasis zurückbringt.

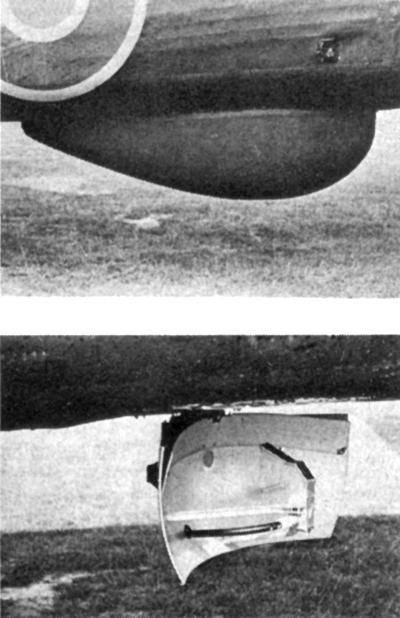
Antennenanlage der Halifax

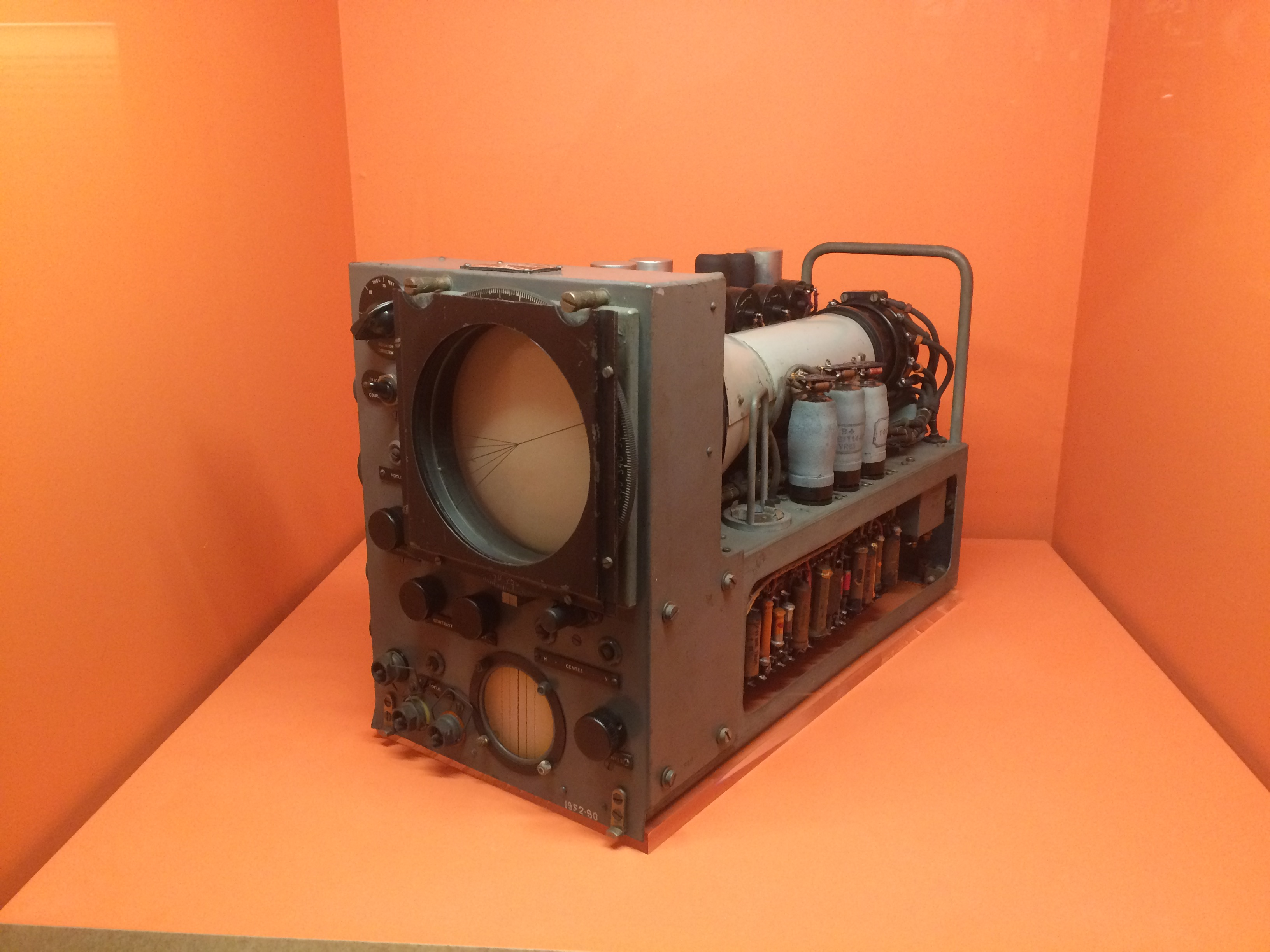
H2S-Radareinheit im Science Museum in London ausgestellt

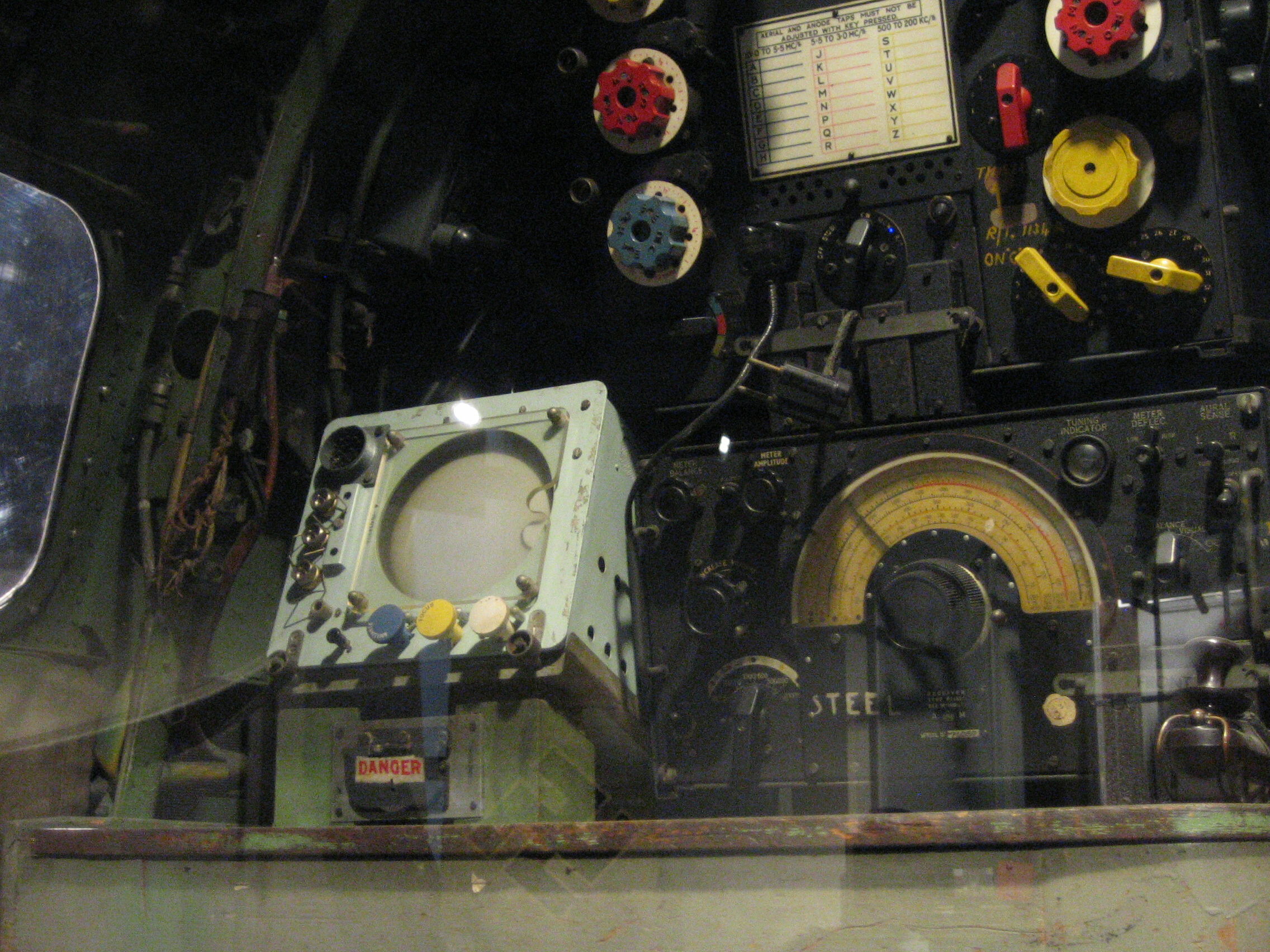

Am 23. April 1942 wurde das H2S an einer Handley Page Halifax erstmals erprobt. Es gab aber noch viel zu tun. So musste die Empfindlichkeit bzw. Signalverstärkung je nach Winkel und Entfernung eingestellt werden, um die Umgebung wie eine Karte gleichmäßig abbilden zu können.
Das H2S hatte bei der TRE die höchste Priorität und Lovell konnte einige der besten Ingenieure, darunter Alan Blumlein, dafür einsetzen. Aber es gab auch Hindernisse. Der Geheimdienst berichtete von der Stationierung einer Kompanie deutscher Fallschirmspringer bei Cherbourg, von denen man annahm, sie könnten einen Überfall auf die TRE planen, so wie es auch die Briten in der Operation Biting gegen das deutsche Würzburg-Radarsystem taten. Am 25. Mai zog daher die gesamte Organisation in größter Eile von Swanage 160 Kilometer weiter nördlich nach Malvern College.
Ein weiterer herber Rückschlag ergab sich, als die Halifax, mit der die Tests durchgeführt wurden, am 7. Juni 1942 abstürzte. Dabei wurde der Prototyp des H2S zerstört und die gesamte Besatzung, darunter Alan Blumlein, getötet.
Zudem wollte Churchills wissenschaftlicher Berater Frederick Lindemann, 1. Viscount Cherwell, dass das H2S mit einem Klystron anstelle des Magnetron gebaut werden sollte. Lord Cherwell war ein rechthaberischer, sturer Typ, wie auch Churchill, zusätzlich jedoch mit deutlich weniger Selbsteinsicht. Die meisten Menschen, die mit ihm arbeiten mussten, sahen in ihm einen Blockierer, der eher versucht, Probleme zu schaffen, als sie zu überwinden.
Lindemann wollte verhindern, dass das Geheimnis des Magnetrons in deutsche Hände fiel, da diese, sobald sie das Prinzip erkannten, nicht nur versuchen würden, es zu kopieren, sondern auch schnell Gegenmaßnahmen entwickeln konnten. Das Klystron war nicht so leistungsfähig wie das Magnetron, aber es konnte im Notfall sehr leicht zerstört werden, während der Kupferkern eines Magnetrons selbst größere Sprengladungen überstehen konnte.
Das H2S-Team bezweifelte, dass das Klystron für diese Aufgabe geeignet war. Bei Tests eines H2S mit Klystron ergab sich ein um den Faktor 20 bis 30 geringeres Ausgangssignal. Das H2S-Team protestierte mit dem Argument, dass die Deutschen zwei Jahre bräuchten, um aus einem erbeuteten Magnetron ein Radar mit einer Wellenlänge im Zentimeterbereich zu entwickeln, und dass es keinen Grund für die Annahme gab, dass sie nicht ohnehin bereits an einem solchen System arbeiten. Der erste Einwand erwies sich als zutreffend, der zweite nicht. In Deutschland war das Magnetron zwar bereits bekannt, es wurde dort schon 1935 zum Patent angemeldet. Wegen der Frequenzdrift beim Magnetron setzten die deutschen Entwickler auf Hochtast-Trioden in den Sendestufen ihrer Radaranlagen.
Trotz aller Probleme verlangte Churchill bei einer Besprechung am 3. Juli 1942 mit ranghohen Militärs überraschend den Bau von 200 H2S-Geräten bis zum 15. Oktober 1942. Das H2S-Team stand unter hohem Druck, hatte aber auch Priorität beim Zugriff auf Ressourcen. Damit konnten sie sich nun auch gegen Lord Cherwell durchsetzen und das klystronbasierte H2S aufgeben.
Trotz aller Anstrengungen war es jedoch nicht möglich, das Ziel bis zum 15. Oktober zu erreichen. Bis zum 1. Januar 1943 konnten jedoch zwölf Stirling- und ebenso viele Halifax-Bomber mit dem H2S ausgerüstet werden. In der Nacht des 30. Januar 1943 starteten dreizehn Bomber der Pathfinder Force, die Brandsätze oder Leuchtsignale zur Zielmarkierung für den Bomberstrom abwerfen sollten, zu einem ersten Kampfeinsatz mit H2S mit Ziel Hamburg. Sieben der Pfadfinder mussten vorzeitig umkehren, sechs Bombern gelang es, das Ziel zu markieren, das daraufhin von einhundert Lancaster-Bombern bombardiert wurde.
In Deutschland war das H2S-System zu dieser Zeit noch unbekannt. Abgeschossene Flugzeuge wurden routinemäßig sorgfältig untersucht. Am 2. Februar 1943 wurde eine Pfadfinder-Stirling bei Rotterdam abgeschossen, in deren Wrack den deutschen Truppen ein ungewöhnliches Gerät auffiel. Abgesehen vom zerstörten Sichtgerät mit der Kathodenstrahlröhre konnte ein nahezu komplettes H2S-Gerät geborgen werden. Daraufhin begannen bei Telefunken in Berlin die Untersuchungen dieses „Rotterdam-Gerätes“, dessen Funktion jedoch noch nicht ermittelt werden konnte. Erst etwa ein Jahr später wurde eine intakte Anzeige aus einem anderen Flugzeug geborgen und eine komplette Anlage wurde auf einem der Berliner Flaktürme aufgebaut. Als man es einschaltete, sahen die entsetzten Techniker auf dem Bildschirm die Konturen von Berlin mit seinen deutlich abgezeichneten zahlreichen Wasserflächen.
Bis Sommer 1943 kam das H2S nur vereinzelt zum Einsatz. In der Nacht des 24. Juli 1943 startete die RAF gemeinsam mit den USAAF mehrere systematische Großeinsätze gegen Hamburg – die Operation Gomorrha. Zu diesem Zeitpunkt waren auch die Lancaster-Bomber, die nun das Rückgrat des britischen Bomber Command bildeten, mit dem H2S ausgerüstet. Nachdem Flugzeuge der Pathfinder Force mit Hilfe dieses Radarsystems die Ziele markiert hatten, folgten unzählige Spreng- und Brandbomben. Dieses Verfahren wurde am 25. und 27. Juli mit Unterstützung durch Tagesangriffe der 8. US-Luftflotte wiederholt. Im Feuersturm brannten viele Häuser bis auf die Grundmauern nieder, dabei kamen ca. 34.000 Menschen, hauptsächlich Zivilisten, ums Leben.
Das H2S spielte auch bei den zwischen November 1943 und März 1944 durchgeführten Angriffen auf Berlin eine wichtige Rolle. Berlin war außerhalb der Reichweite der britischen Funknavigation mit GEE und Oboe und zudem im Winter oft von Wolken bedeckt. Man hoffte, mit dem H2S die zahlreichen Wasserflächen in der Stadt als Navigationshilfe nutzen zu können. Mit den ursprünglichen Einstellungen des H2S gelang das jedoch nicht. Erst mit dem H2S Mark III, das mit einer Wellenlänge von 3 cm arbeitete und offene von bebauten Flächen unterscheiden konnte, wurden dort gezielte Bombenabwürfe möglich.
Das H2S verwendete erstmals zur Anzeige die zweidimensionale Darstellung von Entfernung und Richtung auf dem runden Radarschirm – den noch heute verwendeten „Plan Position Indicator“ (PPI).